# Vous n'avez rien à déclarer ? (film, 1937)
Pour les articles homonymes, voir Vous n'avez rien à déclarer ?.
Pour plus de détails, voir Fiche technique et Distribution.
Vous n'avez rien à déclarer ? est un film français réalisé par Léo Joannon, sorti en 1937, adaptation de la pièce éponyme de Maurice Hennequin et Pierre Veber

## Synopsis
Edmond, un jeune garçon timide, se trouve dans un wagon-lit avec Paulette qu'il vient juste d'épouser. Alors que, transi de timidité, il commençait à enlacer son épouse, il est brutalement interrompu par l'irruption d'un douanier s'écriant : "Vous n'avez rien à déclarer ?"
Le traumatisme est si violent qu'il interrompt, non seulement leur étreinte, mais fait résonner la question du douanier à chaque fois qu'il s'approche de Paulette.
Catastrophé, Edmond confie son désarroi à son beau-père, le professeur Papillot, qui va consulter un psychiatre, le professeur Puget.
Puis, comme ce dernier ne lui apporte aucune aide, le professeur Papillot, imagine de faire déniaiser son gendre par une connaissance d’ Angèle, une femme qu'il avait connue dans sa jeunesse, devenue préposée aux lavabos d’un cabaret à Pigalle. La situation est compliquée par les intrigues de l'épouse du professeur Papillot et de Coco de La Baule, un rival d'Edmond. Mais finalement, les circonstances apporteront à  Edmond le moyen de surmonter son traumatisme. 

## Fiche technique
- Réalisation : Léo Joannon
- Direction artistique : Yves Allégret
- Scénario : Yves Allégret, Jean Anouilh, Jean Aurenche, Maurice Hennequin (d'après sa pièce), et Pierre Veber
- Dialogue : Jean Anouilh
- Images : Jean Bachelet
- Cadreur : Éli Lotar
- Décors : Robert Gys, d'après les maquettes d'Alexandre Trauner
- Son : Marcel Courmes
- Musique : Casimir Oberfeld
- Direction musicale : Louis Wins[1], (éditions Salabert)
- Montage : Yvonne Beaugé
- Assistants réalisateur : Marcel Cravenne (Marcel Cohen), Pierre Schli
- Photographe de plateau : Roger Corbeau
- Production : Pierre Braunberger
- Société de production : Les sélections Bernard Simon
- Enregistrement sur Western Electric, Wide Range  -  Copie sonore : Éclair tirage
- Tournage : décembre 1936 , studios de Billancourt
- Distribution : Les distributeurs français
- Année : 1936
- Pays :  France
- Genre : Comédie, vaudeville
- Durée : 102 minutes (1h42)
- Date de sortie : 26 février 1937
- Affiche : Roger Cartier (France)

## Distribution
- Raimu : Jules Papillot, professeur d'entomologie
- Sylvia Bataille : Paulette Papillot, la fille, épouse d'Edmond
- Pierre Brasseur : Edmond Trivelin, mari de Paulette et jeune collaborateur du professeur Papillot
- Pauline Carton : Angèle, la préposée aux toilettes, ancienne amie du professeur Papillot
- André Alerme : Hélois de la Baule, un noble décavé (crédité sous le nom d'Alerme)
- Germaine Aussey : Évelyne, la nouvelle danseuse
- Blanchette Brunoy : une girl
- Saturnin Fabre : le professeur Puget, psychiatre
- René Génin : le second du professeur Papillot
- Georgius : lui-même
- Henri Guisol : Coco de La Baule, le fils d'Hélois
- Marguerite Templey : Évelyne Papillot, la femme du professeur Papillot
- Annie France : une girl
- Claire Gérard : l'habilleuse
- Micheline Francey : la cavalière de Coco
- Gabrielle Fontan : une invitée au mariage
- Jean Brochard : le balayeur
- Léon Larive : un voyageur du train
- Marcel Maupi : un collègue du professeur Puget
- Vincent Hyspa : un collègue du professeur Puget
- Robert Seller : Van Der Bron, le douanier
- Roger Legris : un admirateur du chansonnier
- Marie-Jacqueline Chantal : la femme de ménage
- Jenny Hecquet : une girl
- Nadine Gilbert : une girl

## Autour du film
- Il s'agit de la deuxième adaptation au cinéma de la pièce de Maurice Hennequin et Pierre Veber, la première, muette, ayant été tournée en 1916 par Marcel Simon.
- Clément Duhour en tourna une nouvelle version en 1959 avec Darry Cowl, Raymond Devos, Jean Poiret, Marie-José Nat et Michel Serrault. Pauline Carton, qui joue dans la version de 1937 (elle interprète le rôle d'Angèle), joue aussi dans la version de 1959 (elle interprète une servante).